# Hill (rivier in West-Australië)
De Hill is een rivier in de regio Wheatbelt in West-Australië.

## Geschiedenis
De oorspronkelijke bewoners van het stroomgebied van de Nambung waren de Juat Aborigines.
De rivier werd door ontdekkingsreiziger George Grey, op 14 april 1839, tijdens zijn tweede rampzalige expeditie langs de West-Australische kust, ontdekt. Hij vernoemde de rivier vermoedelijk naar Rowland Hill, de uitvinder van de postzegel, en belangrijker voor Grey, de secretaris van de commissarissen voor de kolonisatie van Zuid-Australië (onder de South Australian Act van 1834). Grey's vriend en promotor William Hutt was een van de commissarissen. In de voorgaande week had Grey ook nog enkele rivieren vernoemd naar Hutt, Hutts echtgenote Mary Bowes, Hutts zakenpartner John Chapman en naar Charles Buller, een parlementslid dat actief de vrije kolonisatie van Zuid-Australië bepleitte. In oktober 1840, op 28-jarige leeftijd, werd Grey tot gouverneur van Zuid-Australië aangeduid.

## Geografie
De Hill ontstaat nabij Diner Hill, ongeveer 8 kilometer ten oosten van Badgingarra. De rivier stroomt in westelijke richting, kruist de Brand Highway net ten noorden van Badgingarra, vloeit door de Hill River Nature Reserve en de noordelijke grens van de Southern Beekeeper's Nature Reserve. De Hill mondt uit in het Jurien Bay Marine Park in de Indische Oceaan, tussen Jurien Bay en Cervantes.
De rivier wordt gevoed door vier waterlopen:
- Winjardie Creek (201 m)
- Boothendara Creek (159 m)
- Coomallo Creek (87 m)
- Munbinea Creek (53 m)

De rivier wordt gewoonlijk door een zandbank van de Indische Oceaan gescheiden. Enkel in perioden met een hoog rivierdebiet opent de monding van de rivier.